# 小行星9175
小行星9175（9175 Graun）是一颗绕太阳运转的小行星，为主小行星带小行星。该小行星于1990年7月29日发现。

## 轨道参数
小行星9175的轨道半长轴为2.6014039 UA，离心率为0.139。